# Tres Caminos
Tres Caminos es un polígono industrial que se encuentra en el municipio de Puerto Real con una situación geográfica cercana a la ciudad de San Fernando, en la bahía de Cádiz.
Está parcialmente rodeado por el caño de Sancti Petri y el caño Zurraque. 
Cuenta con una parada del Tranvía Metropolitano de la Bahía de Cádiz.

## Topónimo
Su topónimo se debe a las tres carreteras, ahora autovías, que enlazan en este enclave: la A-4 que procede de Jerez de la Frontera, la A-48 (antigua N-340) que va hacia Algeciras, y la CA-33 que comunica Cádiz.

## Accesos
A este polígono industrial se accede desde:
- Puerto Real por la autovía A-4 sentido Cádiz. Desvío a Cádiz por CA-33.
- Cádiz por autovía CA-33 sentido San Fernando.
- San Fernando por autovía CA-33, sentido Puerto Real.
- Chiclana de la Frontera por autovía A-48 sentido Cádiz. Desvío CA-33.

## Enlaces externos

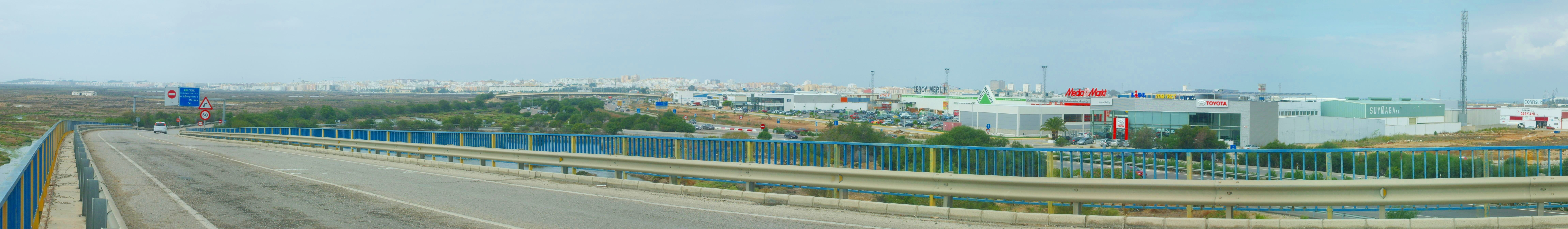
Vista general del polígono Tres Caminos